# Cistecephalus
Cistecephalus var ett släkte av kräldjur som levde under slutet av perm. Fossil av Cistecephalus har påträffats i Sydafrika och Tanzania.
Cistecephalus hade som andra dicynodonter två nedåtpekande betar. De hade kilformat, platt huvud, kort kropp med starka korta framben med breda tår som en mullvad. Cistecephalus levde under jorden och använde troligen frambenen för att gräva efter maskar i marken. De blev omkring 33 centimeter långa.